# Giuseppe Eugenio Balsamo
Giuseppe Eugenio Balsamo (Lecce, 5 aprile 1829 – 1901) è stato un inventore e politico italiano.

## Biografia
Compiuti gli studi inferiori presso un collegio dei Gesuiti consegue a Napoli la laurea in diritto civile e diritto canonico. Compie gli studi scientifici alla Sorbona, dove ha modo di conoscere studiosi e ricercatori con cui collabora negli anni seguenti. Nel 1861 è titolare di fisica e chimica presso il real liceo Giuseppe Palmieri di Lecce.
Alternando l'insegnamento alla ricerca pubblica diversi studi sulla produzione di elettricità con pile di nuova tipologia, dotate di elettrodi di ferro trattato elettroliticamente in sostituzione di rame e zinco, ben più costosi. Il grande valore scientifico delle sue ricerche gli vale il sostegno dell'Accademia delle scienze di Parigi, dove il chimico francese Eugène-Melchior Péligot da lettura di un'apposita memoria. Grazie a tale risultato il ministero della pubblica istruzione promuove un potenziamento delle strutture del liceo. Nel 1859 collabora col gesuita Nicola Miozzi all'esperimento di illuminazione elettrica del palazzo dell'Intendenza di finanza di Lecce, attuato in occasione della visita del Re Ferdinando II.
Negli anni della maturità si dedica ad attività affaristico-economiche e politiche. Nel 1859 figura tra i fondatori della Banca Agricola Commissionaria e nel 1882 viene eletto per la prima volta deputato.